# Strelnia
Strelnia è un genere estinto di pesci ossei appartenenti ai paleonisciformi. L'unica specie nota è Strelnia certa, conosciuta da fossili provenienti dal Permiano superiore della Russia europea.

## Descrizione
Strelnia comprende pesci di grandi dimensioni, con corpo fusiforme e una lunghezza che poteva raggiungere i 50 cm. L’osso iomandibolare era fortemente ricurvo, con un braccio dorsale non ramificato e leggermente allargato anteriormente. Il parasfenoide era grande, lungo e stretto, con un progressivo allargamento nella regione dei processi ascendenti.
La mascella era di tipo paleoniscoide, con una porzione postorbitale alta e una porzione infraorbitale lunga e sottile. I denti erano disposti in due file. Il cleitro presentava un lungo braccio verticale e una parte mediale larga, che formava la parete posteriore della cavità branchiale. Era presente anche un postcleitro.
Le scaglie anteriori dei fianchi erano grandi, alte, molto sovrapposte e ornate con numerose creste oblique ravvicinate, che conferivano un aspetto seghettato ai margini posteriori e ventrali delle scaglie. Le scaglie situate lontano dalla testa mostravano pochi solchi nella parte centrale del campo libero.

## Classificazione
Strelnia certa venne descritto da Minikh nel 2009, sulla base di fossili ritrovati nella località di Ust’ye Strelny nel distretto di Veliky Ustyug, Oblast di Vologda, nella formazione Poldarsa risalente al Permiano superiore (Lopingiano inferiore, Tatariano).
Il genere Strelnia è stato attribuito alla famiglia Eigiliidae, istituita da Kazantseva nel 1977, comprendente attinotterigi primitivi di forma affusolata e classificati all'interno del gruppo parafiletico dei Palaeonisciformes. Il genere era già stato menzionato nel 1995 in forma non ufficiale, ma venne descritto formalmente nel 2009.